# 第二十季超級籃球聯賽新人選秀會
2022年第20季SBL超級籃球聯賽新人選秀會為超級籃球聯賽（SBL）在第20季SBL開打之前舉辦的第16屆新人選秀會，於2022年7月18日舉行。本屆新人選秀會共有43人參與，最終有13人獲選，由江尚謙成為選秀狀元。

## 選秀結果
| →           | 順序一 | 順序二 | 順序三   | 順序四 |
| [ 1 ] [ 2 ] | 柏力力 | 裕隆   | 台啤     | 臺銀   |
| ----------- | ------ | ------ | -------- | ------ |
| 第一輪      | 江尚謙 | 黃鉉閔 | 蓋比     | 沈睿洋 |
| 第二輪      | 蔣浩偉 | 陳品銓 | 賴俊廷   | 周日騰 |
| 第三輪      | 郭翰   | 放棄   | 黃泓諭   | 放棄   |
| 第四輪      | 黃建智 | 不適用 | 林子洧   | 不適用 |
| 第五輪      | 放棄   | 不適用 | 呂蔡瑜倫 | 不適用 |
| 第六輪      | 不適用 | 不適用 | 放棄     | 不適用 |

| 輪次 | 總順位 | 球員     | 位置 | 選中球隊   | 畢業/就讀學校        |
| ---- | ------ | -------- | ---- | ---------- | -------------------- |
| 1    | 1      | 江尚謙   | 後衛 | 彰化柏力力 | 亞洲大學             |
| 1    | 2      | 黃鉉閔   | 前鋒 | 裕隆納智捷 | 國立臺灣科技大學     |
| 1    | 3      | 蓋比     | 前鋒 | 台灣啤酒   | 萬能科技大學         |
| 1    | 4      | 沈睿洋   | 中鋒 | 臺灣銀行   | 國立臺灣體育運動大學 |
| 2    | 5      | 蔣浩偉   | 後衛 | 彰化柏力力 | 醒吾科技大學         |
| 2    | 6      | 陳品銓   | 後衛 | 裕隆納智捷 | 義守大學             |
| 2    | 7      | 賴俊廷   | 前鋒 | 台灣啤酒   | 格蘭德河學院         |
| 2    | 8      | 周日騰   | 前鋒 | 臺灣銀行   | 國立臺灣藝術大學     |
| 3    | 9      | 郭翰     | 中鋒 | 彰化柏力力 | 國立體育大學         |
| 3    | 10     | 黃泓諭   | 後衛 | 台灣啤酒   | 國立臺灣師範大學     |
| 4    | 11     | 黃建智   | 前鋒 | 彰化柏力力 | 國立臺灣師範大學     |
| 4    | 12     | 林子洧   | 後衛 | 台灣啤酒   | 國立高雄師範大學     |
| 5    | 13     | 呂蔡瑜倫 | 前鋒 | 台灣啤酒   | 仙台大學             |

參考資料：

## 選秀報名
2022年7月8日，為本屆新人選秀會的報名截止日。7月11日，中華民國籃球協會宣布陳建銘、陳孝榕和劉彥廷退出後最終共43人完成報名：
- 陳鈺安
- 連威勝
- 錢力傑
- 莊博強
- 黃建智
- 黃泓諭
- 林東盈
- 周日騰
- 鄭宇峻
- 章富溢
- 蔣浩偉
- 傅瑋
- 吳宗憲
- 陳宏哲
- 沈睿洋
- 林以崇
- 林冠廷
- 蔡亞軒
- 江啟安
- 黃鉉閔
- 李錡
- 張世偉
- 莊家誠
- 郭翰
- 邱佳豪
- 鄭丞堯
- 呂蔡瑜倫
- 林哲霆
- 陳品銓
- 江尚謙
- 高立融
- 巴諾以
- 曾詠嘉
- 鍾凱聖
- 陳嘉勳
- 賴俊廷
- 陳奎恩
- 王偉廷
- 王冠穎
- 蓋比（外籍生）
- 沙巴斯丁（外籍生）
- 林鈺凱
- 林子洧

## 外部連結
- 第二十季超級籃球聯賽新人選秀會於Facebook.
- (PDF). 中華民國籃球協會. 2022-06-09.